# بي أم أوبلوت
بي أم أوبلوت هي دبابة أوكرانيا، بنيت لتكون مشابهة لتي-84 صنعة للمرة الأولى سنة 2008، ودخلت الخدمة سنة 2009 في القوات المسلحة الأوكرانية

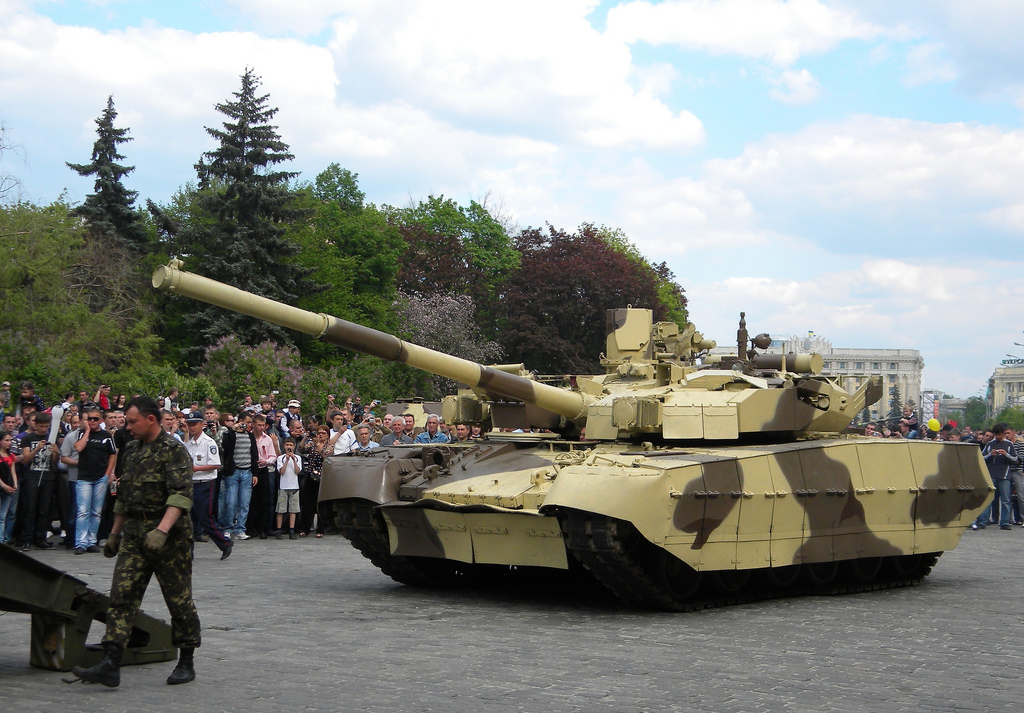
بي أم أوبلوت

## الخواص
- الوزن: 51 طن
- السرعة: 70 كيلومتر في الساعة
- السائقين: 3 أشخاص
- السلاح الرئيسي:  125 ميليمتر[2]
- السلاح الثانوي: رشاش 7.62 ميليمتر
- الدروع: دروع تفاعلية، صلب (سبيكة)
- الطول: 7.75 متر
- العلو: 2.28 متر
- المحرك: الديزل 1200 حصان